# Calamian-Inseln
Die Calamian-Inseln bestehen aus 128 Inseln und gehören zur Provinz Palawan im Westen der Philippinen.

## Geographie
Im Nordosten grenzt die Inselgruppe an die Mindoro-Straße mit den Nanga-Inseln und dem Apo-Riff, dahinter liegt die große philippinische Insel Mindoro.
Die größte Insel der Gruppe ist Busuanga im Norden mit der im Nordwesten vorgelagerten Insel Dimipac, im Süden liegt die zweitgrößte Insel Culion, noch weiter im Süden liegt Dicabaito. Im Südwesten liegen die Inseln Bulalacao und Coron.

## Geologie

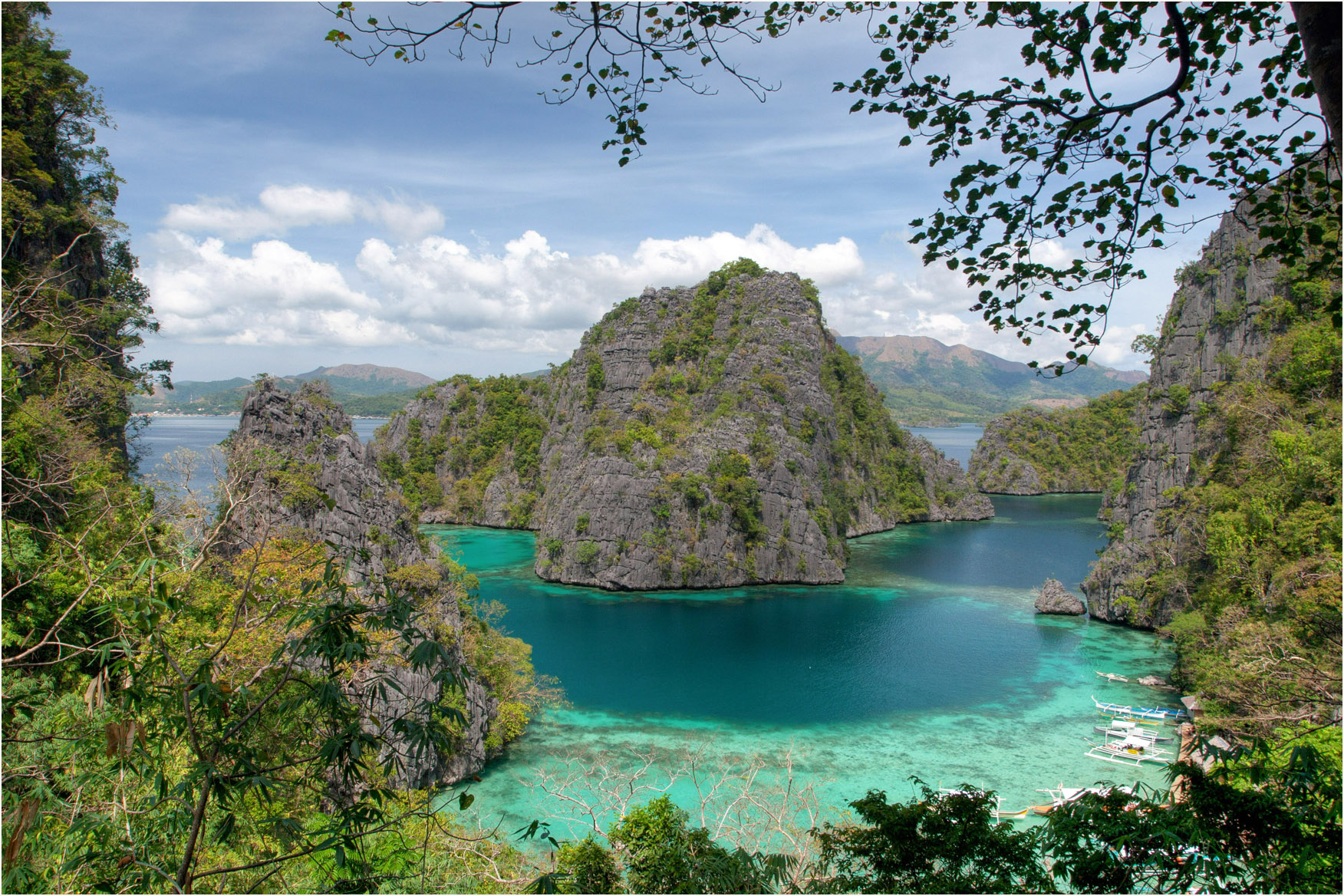
Die Insel Coron

Die Inseln im Archipel bilden charakteristische, durch die Erosion typisch senkrecht geriffelte Felswände, Abstürze, Türme, spitze Nadeln, Dächer und Höhlen. Der karstige Kalkstein bildet skurril erodierte steile Bergflanken, entstand vor 260 Millionen Jahren und wurde vor 60 Millionen Jahren aufgefaltet. Besonders erodiert sind: Coron, Sangat und Black Island.

## Flora und Fauna
Auf der Insel Busuanga liegt das 34.000 ha große Wildreservat „Calauit Game Preserve and Wildlife Sanctuary“. Es ist ein privates Naturreservat und ein offener Zoo mit 70 Giraffen und zahlreichen anderen afrikanischen Tieren wie Zebras oder Impalas. Man kann sich wie in Afrika auf „Safari“ begeben. Hier findet sich die größte Population von Calamian-Hirschen. Die Insel Coron steht unter Naturschutz, das Schutzgebiet Coron Island Protected Area umfasst die gesamte Insel.

## Politik & Tourismus
Die Inseln bilden ein Siedlungsgebiet des Stammes der Tagbanuwa. Die Coron-Bucht ist ein weltbekanntes Tauchgebiet zwischen den Inseln Coron, Busuanga und Culion.